# Slušni aparat
Slušni aparati su uređaji čija je uloga da nagluvoj osobi nadomjeste gubitak sluha, sa što većim nivoom kvaliteta, približan onom kakav imaju osobe sa zdravim sluhom. S obzirom na mjesto primjene (glava i uho) slušni aparati ne mogu biti proizvoljne veličine, izgleda i materijala. Gubitak sluha nije jednak u cijelom slušnom opsegu i veći je sa većim frekvencijama. Individualan je, tako da ne može svako koristiti isti aparat. Čovjekov slušni opseg je približno od 20–20000 . I pored toga većina zdravih ljudi ima gornju granicu već oko 16000 Hz, a kod većine je ta granica još niža. Zato se slušni aparati većinom izrađuju sa gornjom graničnom učestanošću od oko 8000Hz.

## Razvoj slušnog aparata kroz istoriju
Prvi slušni aparati su bili ogromni, u obliku trube, sa velikim otvorenim dijelom na kraju koji je sakupljao zvuk. Razvojem tehnologije, od trube je vremenom nastala tanka cijev koja je prenosila zvuk do uha. Razvoj modernih slušnih aparata možda i ne bi bio moguć bez dvojice velikih pronalazača 19. i ranog 20. vijeka. Alexander Graham Bell je elektronski pojačao zvuk u svom telefonu koristeći karbonski mikrofon i bateriju- koncept koji je bio prihvaćen od proizvođača slušnih aparata. Thomas Edison je, 1886. izmislio karbonski predajnik koji je pretvarao zvuk u električni signal, koji je nakon toga mogao biti prenešen žičanim putem i pretvoren nazad u zvuk. Primjena vakuumskih cijevi u izradi slušnih aparata, 1920. godine, učinila je pojačanje zvuka efikasnijim, ali su i dalje bile potrebne ogromne baterije. Slušni aparati koji su koristili tranzistore pojavljuju se 1952. godine. To je omogućilo pravljenje manjih slušnih aparata. Vremenom su uspjeli da naprave slušni aparat koji će stati iza uha. Digitalni slušni aparati patentirani su 1990. godine. Poboljšan je kvalitet zvuka i aparat se bolje podešavao prema korisniku. Na prelazu u 21. vijek, razvoj kompjuterske tehnologije omogućio je pravljenje manjih i preciznijih aparata sa mogućnošću prilagođavanja okruženju. Najnovija generacija slušnih aparata se može konstantno prilagođavati sredini kako bi poboljšao kvalitet zvuka i smanjio okolnu buku.

## Princip rada slušnih aparata
Princip rada svakog slušnog aparata je da mikrofon primi zvuke koji se nalaze u okruženju korisnika. Primljeni zvuk, elektronika ugrađena u aparat, pojača, filtrira, obradi i pošalje na zvučnik. Zvuci oko korisnika nijesu uvijek iste jačine tako da uglavnom postoji regulacija nivoa ili rješenja koja omogućavaju korisniku da izabere program u zavisnosti od trenutnog okruženja. Ta rješenja su prekidači ili tasteri koji omogućavaju promjenu programa rada slušnog aparata.
Neka rješenja slušnih aparata imaju mogućnost bežičnog prijema signala - telekoila. To rješenje omogućava prijem signala bez mikrofona u objektima koji su na taj način opremljeni. Da bi se uključila ta opcija potrebno je na slušnom aparatu pritisnuti taster kojim se isključuje mikrofon a uključuje prijem preko telekoila.
Komponente koje čine slušni aparat su:
- Baterija - Slušni aparati koriste baterije na bazi cinka. Trajanje baterije zavisi od upotrijebljene elektronike u aparatu, od upotrijebljenog softvera, programa koje korisnik koristi kao i od zvukova u okruženju korisnika.
- Telekoil – Telekoil prima električne signale koji bežičnim putem stižu od telefona ili nekog drugog namjenskog uređaja, i prosljeđuje ih digitalnom kolu na dalju obradu.
- Mikrofon – Mikrofon sakuplja zvuke i pretvara zvučne talase u električne impulse. Standardni mikrofoni sakupljaju zvuke iz svih smjerova. Sofisticirani usmjereni mikrofoni umanjuju jačinu zvuka sa strane i iza korisnika a pojačavaju zvuke ispred mikrofona. Usmjereni mikrofoni imaju prednost u bučnim sredinama.
- Integralno kolo – Kompletno digitalno kolo konvertuje električne signale u niz binarnih brojeva. Te digitalne signale kolo obrađuje svake sekunde u milionima operacija. Primijenjeni softver je direktno i maksimalno izveden za primjenu i manipulaciju u slušnim uređajima.
  1. Detekcija i redukcija mikrofonije – Skenira ulazni signal, kako bi eliminisao moguću mikrofoniju filtriranjem i automatskom supresijom.
  2. Memorija – Sofisticirani softver omogućava programiranje aparata, prema ličnim potrebama, za više uslova rada, personalizujući tako aparat korisniku.
  3. Procesiranje govora i šuma – Redukuje efekat hrapavosti kod tihih zvukova, pozadinske šumove, neželjene pikove itd.
- Podešavač jačine zvuka – Podešava jačinu zvuka i omogućava rad u svim uslovima prilagođavajući se od najtiših do najbučnijih okruženja. Moguće je i programiranje tako da korisnik nema potrebu za ručnim podešavanjem.
- Zvučnik – Vrši izmjenu električnih impulsa u zvučne talase. Zvuk zatim kroz slušni kanal prolazi do bubne opne.

## Podjela slušnih aparata
Slušni aparati se mogu podijeliti prema načinu nošenja i prema načinu obrade zvuka. Prema načinu nošenja dijele se na sljedeće grupe :
- - Iza uha
- – U uhu
- – U slušnom kanalu
- – Kompletan u slušnom kanalu

BTE (behind the ear) - iza uha- maksimalno programabilan, maksimalno trajanje baterije, znatno je manje podložan propadanju od znoja, sa estetskog stanovišta upadljiv je i velik, nosi se iza uha vješanjem za ušnu školjku. Zaseban dio nazvan oliva (engl. earmould) se pravi po konturama uha korisnika i tanka cjevčica sa mekanim silikonskim dijelom za uho omogućava sprovođenje zvuka iz aparata u slušni kanal. 
Iako su veliki imaju veću snagu i mogućnosti u odnosu na ostale vrste slušnih aparata; 
ITE - u uhu- predstavlja kompromis između aparata koji moraju van kanala i aparata u slušnom kanalu, pravi se po konturama uha korisnika a cijeli aparat tj. njegova elektronika smještena je u olivi koja preuzima ulogu školjke.
Sa estetskog stanovišta ipak je velik i upadljiv. Pogodni su kod blagih i umjerenih oštećenja sluha;
ITC - u slušnom kanalu- manje je programabilan, kraće mu traje baterija, podložan je propadanju od znoja, staje samo u slušni kanal i neupadljiv je;
CIC - kompletan u slušnom kanalu- manje je programabilan, ima najkraći vijek baterije, podložan je propadanju od znoja, praktično je nevidljiv i potpuno staje u slušni kanal. Predstavlja vrhunac poluprovodne tehnike i izrade slušnih aparata, lak je za upotrebu, međutim zbog njegovih malih dimenzija ne mogu da ga koriste osobe sa malim slušnim kanalom kao ni osobe sa velim procentom oštećenja sluha.

### Podjela prema načinu obrade
Prema načinu obrade zvuka dijele se na sljedeće grupe :
- Konvencionalni slušni aparati
- Programabilni slušni aparati
- Digitalni slušni aparati

Konvecionalni slušni aparati primaju zvuk preko mikrofona i obrađuju ga u analognoj formi. Takav signal se pojača, filtrira (učestanosti koje nisu relevantne korisniku), limitira (radi deformacije signala ili eventualno prevelike jačine zvuka koja bi nanijela bol korisniku) i proslijedi na zvučnik. Ovi slušni aparati su neprilagodljivi korisniku ali su jeftiniji, pa ga uglavnom koriste mušterije sa slabom kupovnom moći.
Programabilni slušni aparati su po principu rada slični konvencionalnim tj. takođe primaju zvuk preko mikrofona, filtriraju ga, limitiraju i proslijeđuju na zvučnik.Razlika je u tome što je kompletna kontrola rada aparata i obrada signala zasnovana na mikroprocesoru, koji na osnovu određenog algoritma uspostavlja uslove rada slušnog aparata. Programabilni slušni aparati se mogu, fabrički ili u ordinaciji, isprogramirati prema stepenu gluvoće korisnika (nivo pojačanja). Prilagodljiviji su korisnicima, imaju više programa i bolju kontrolu. Cijena im je pristupačna.
Digitalni slušni aparati primaju zvuk preko mikrofona i odmah se obavlja digitalno kodiranje u kodeku koji može biti mono ili stereo. Od tog trenutka pa sve do zvučnika, signal, koji je pretvoren u niz 0 i 1, se obrađuje u digitalnom obliku. Signal se digitalno pojačava, filtrira, kompresuje, limitira i tek na zvučniku vraća u analognu formu, preko dekodera. Glavna razlika izmedju digitalnih sa jedne i konvolucionih i programabilnih sa druge strane, je u tome što je audio signal kod digitalnih slušnih aparata od početka do kraja digitalizovan. Digitalni slušni aparati su, digitalizacijom, maksimalno prilagođeni korisniku, to im je ujedno i najveća prednost. 
Slušni opseg je podijeljen na frekventne opsege kojih, u zavisnosti od modela, može biti od 4 do 20. Ovom podjelom postiže se da se pojačanje korisniku prilagođava i po nivou i po frekvenciji. To im omogućava da korektno umanje šumove a pojačaju govorne frekvencije. U ovoj vrsti slušnih aparata nalazi se i procesor sa memorijom što omogućava da se aparat može neograničeno mnogo puta (teoretski) programirati prema potrebama korisnika.

## Primjena slušnih aparata
Da bi primjena slušnog aparata imala maksimalnu korist potrebno je ispoštovati nekoliko postupaka:
- Pregled ušnog ljekara kako bi se ustanovilo šta je uzrok gubitka sluha i pripremio pacijent za slušni aparat;
- Snimanje audiograma pacijenta – na osnovu njega se aparat može maksimalno prilagoditi pacijentu;
- Priprema slušnog aparata – programira se prema audiogramu pacijenta;
- Obuka pacijenta – pacijentu se stavlja do znanja šta može da očekuje od aparata.

Aparati ne mogu obezbijediti potpuno normalan sluh, otkloniti svu pozadinsku buku i omogućiti da se čuju veoma meki zvuci. Aparati pomažu da korisnik čuje i razumije bolje u većini situacija, da učestvuje u grupnim konverzacijama, sastancima i slično.